# Claudette Colbert

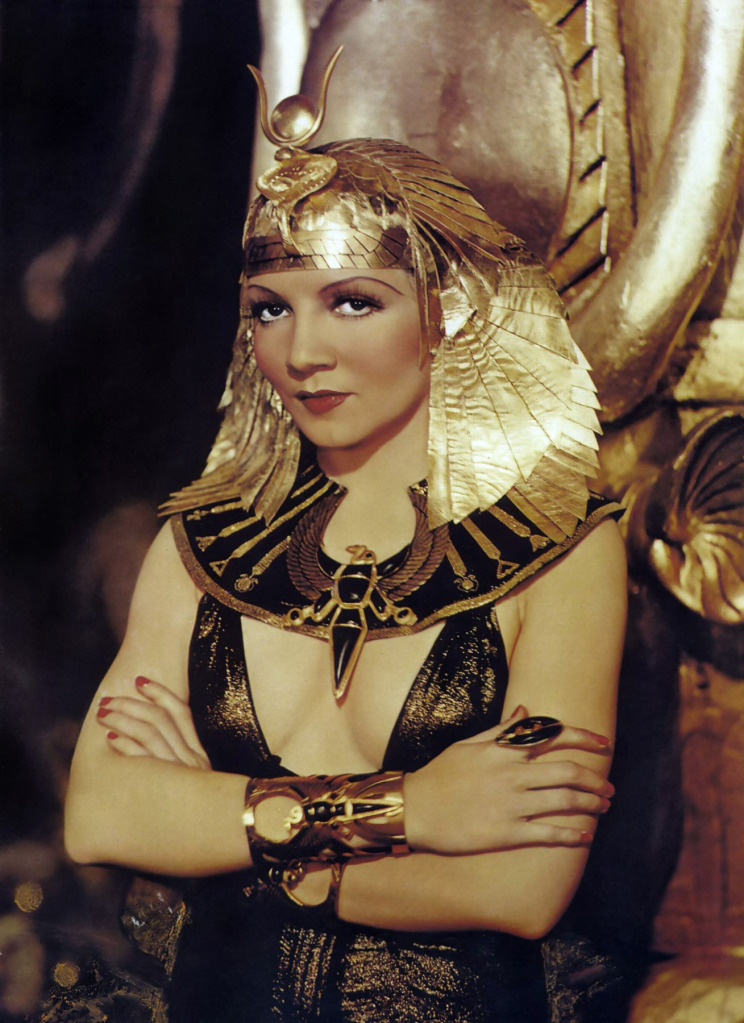
Claudette Colbert ca și Cleopatra (1934)

Claudette Colbert, pe numele său real Lily Claudette Chauchoin, (n. 13 septembrie 1903, Saint-Mandé, Franța - d. 30 iulie 1996, Speightstown, Barbados) a fost o legendară actriță de film de origine franceză, laureată cu Premiul Oscar.
A debutat pe Brodway în 1923, iar în 1927 a jucat în filmul lui Frank Capra De dragul lui Mike (For the Love of Mike). A fost distribuită în peste 60 de filme.

## Filmografie
- For the Love of Mike (1927)
- The Lady Lies (1929)
- The Hole in the Wall (1929)
- Cleopatra (1934)
- S-a întâmplat într-o noapte (1934)